# Право на ћутање
Право на ћутање правно је начело које сваком појединцу гарантује слободу да одбије да одговори на питања полицајаца или судских службеника. Ово законско право признато је, изричито или конвенцијом, у многим правним системима на свету.
Право покрива бројна питања усредсређена на право оптуженог или окривљеног да одбије да коментарише или одговори приликом испитивања, пре или током правног поступка пред судом. Овим се подразумева право на избегавање самоокривљавања и право на ћутање приликом постављања питања. Може обухватати одредбу да судија или порота не сме донети штетне закључке у вези са одбијањем оптуженог да одговори на питања пре или током суђења, саслушања или било ког другог правног поступка. Представља само мали део права окривљеног у целини.
Порекло права на ћутање приписује се Едварду Коуку. Крајем 17. века, установило се у енглеском праву реаговањем народа на неумереност краљевских истрага на судовима.